# A Million Random Digits with 100,000 Normal Deviates
A Million Random Digits with 100,000 Normal Deviates è un libro di numeri casuali pubblicato da RAND Corporation nel 1955.  Il libro, composto principalmente da una tabella di numeri casuali, è stato un importante strumento nel settore della statistica. È stato creato a partire dal 1947 usando una simulazione elettronica di una roulette connessa ad un computer i cui risultati, adeguatamente filtrati, sono stati usati per popolare la tabella. I numeri erano disponibili anche sotto forma di schede perforate, e il libro fu un'importante innovazione nella disponibilità di numeri casuali, in quanto una tabella di tali dimensioni non è mai stata disponibile in precedenza.
La tabella è ripartita in 400 pagine, contenenti 50 righe di 50 cifre ciascuna. Righe e colonne sono raggruppate in blocchi di cinque, e le righe sono numerate da 00000 a 19999.  I valori normalmente distribuiti occupano altre 200 pagine (10 per riga, righe numerate da 0000 a 9999), con tre decimali per ogni numero.
Il testo era usato principalmente in esperimenti scientifici, principalmente quelli che facevano uso del metodo Monte Carlo. In crittografia, valori tratti dal testo erano usati come numeri nothing-up-my-sleeve, ad esempio nel cifrario Khafre. Il testo fu uno degli ultimi libri di numeri casuali pubblicati tra gli anni venti e cinquanta, in quanto il seguente sviluppo dei computer semplificò la generazione di numeri pseudo-casuali senza la necessità di ricorrere a tabelle.
Il testo è stato ripubblicato nel 2001 (ISBN 0-8330-3047-7) con una nuova prefazione scritta dal vice-presidente di RAND, Michael D. Rich.
La sequenza di cifre inizia con:
10097 32533  76520 13586  34673 54876  80959 09117  39292 74945